# Max Beer
Pour les articles homonymes, voir Beer.
Max Beer, né Moses Beer le 10 août 1864 à Tarnobrzeg (Galicie) et mort le 30 avril 1943 à Londres, est un journaliste et historien austro-allemand. Sa renommée réside avant tout dans ses publications dans le journal social-démocrate Vorwärts, et dans son ouvrage en cinq volumes à l'histoire du socialisme.

## Biographie
Né dans la petite ville de Tarnobrzeg, alors partie de l'empire d'Autriche, Moses (« Max ») Beer est le fils d'un sous-officier de l'armée autrichienne d'origine et de tradition juive. Après avoir quitté l'école à 15 ans et travaillé, il vient en Allemagne en 1889 puis devient rédacteur du Volksstimme, quotidien social-démocrate à Magdebourg.
Après avoir été emprisonné pour violation de la loi sur la presse, Max Beer émigre à Londres en 1894 et est l'un des premiers élèves de la London School of Economics. De 1898 à 1902, il vit à New York où il est correspondant pour Die Neue Zeit, organe du SPD, Vorwärts, le Münchener Post et Arbeiter-Zeitung, des journaux socialistes. De 1902 à 1912, il est correspondant de Vorwärts à Londres à la place d'Eduard Bernstein et décrit le développement du mouvement syndical et la situation politique au Royaume-Uni. Pendant la Première Guerre mondiale, il est expulsé en 1915 comme un « étranger ennemi » et il doit rentrer en Allemagne.
Entre 1919 et 1921, Max Beer collabore avec le bimensuel socialiste Die Glocke. De 1927 à 1929, il travaille à l'institut Marx-Engels à Moscou et de 1929 à 1933 à l'Institut de recherche sociale à l'université de Francfort-sur-le-Main.
Peu de temps après la captation du pouvoir par les nazis, ses œuvres sont brûlés. En 1934, il émigre à Londres et perd sa nationalité allemande.
En 1951, le SED rebaptise Dragonergasse dans le quartier de Mitte à Berlin-Est Max-Beer-Straße.

## Œuvres
- Geschichte des Sozialismus in England. Dietz, Stuttgart 1913.
- Jean Jaurès: Sein Leben und Wirken. Zur Erinnerung an seinen Todestag (31. Juli 1914). Internationale Korrespondenz, Berlin-Karlshorst 1915.
- Karl Marx: Eine Monographie. Verlag für Sozialwissenschaft, Berlin 1918; 4., verbesserte Auflage 1922.
- Allgemeine Geschichte des Sozialismus und der sozialen Kämpfe. Verlag für Sozialwissenschaft, Berlin 1919–1923
- Der britische Sozialismus der Gegenwart, 1910–1920. Dietz, Stuttgart 1920.

Éditions en français
- La France annexionniste, F. Wyss, Berne, 1918.
- Karl Marx. Sa vie. Son œuvre., traduction par Marcel Ollivier, 1926.
- Histoire générale du socialisme et des luttes sociales, traduction par Marcel Ollivier, Les Revues, Paris, 1930-1931.

## Source de la traduction
- (de) Cet article est partiellement ou en totalité issu de l’article de Wikipédia en allemand intitulé « Max Beer (Publizist) » (voir la liste des auteurs).